# غويليرمي مينديز باربوسا
غويليرمي مينديز باربوسا هو لاعب كرة قدم برازيلي في مركز الهجوم، ولد في 20 نوفمبر 1981 في كونتاجيم في البرازيل. لعب مع ديبورتيفو بيريرا ونادي نيترا ونادي هلسينغبورغ.